# Неєголтпаде
Неєголтпаде (нід. Nijeholtpade) — село в нідерландській провінції Фрисландія. Входить до муніципалітету Вестстеллінгверф.
Його площа становить 8,65км², а населення станом на 2021 рік складало 495 осіб.
Перша згадка про населений пункт датується 1399 роком.